# Liste des épisodes de Highschool of the Dead
Highschool of the Dead, parfois appelée HOTD, est une série animée adaptée du manga du même nom écrit  par Daisuke Sato et illustré par Shoji Sato. L'animé appartient au style shōnen, a été produite par le studio d'animation japonais Madhouse et réalisée par Tetsurō Araki, avec une composition de Yōsuke Kuroda. Il a été diffusé sur AT-X pour la première fois au Japon le 5 juillet 2010 et s'est terminé le 20 septembre 2010. En france, la série a été diffusée par Dybex. Six volumes DVD et Blu-ray ont été publiés par Geneon Universal Entertainment, entre le 22 septembre 2010 et le 23 février 2011.
En Amérique du Nord, l'anime est autorisé par Sentai Filmworks et diffusé par Anime Network. L'intégration anglaise de la série a été diffusée sur le service VOD d'Anime Network du 10 mars 2011 au 26 mai 2011, et elle a été disponible sur le Zune Marketplace de Microsoft et l'iTunes Store d'Apple le 27 mai 2011 et le 27 juin 2011. La série complète a été publiée en Blu-ray et DVD par Section23 Films le 28 juin 2011. En dehors de l’Amérique du Nord, l’anime est autorisé en Australie et en Nouvelle-Zélande par Madman Entertainment, avec des diffusions simultanées disponibles sur leur portail vidéo et au Royaume-Uni par Manga Entertainment.

## Synopsis
La journée du 13 avril avait commencé comme une matinée ordinaire au pensionnat de Takashi. Mais alors qu’il sèche les cours et s’apprête à faire une petite sieste sur la terrasse de l’établissement. Il aperçoit devant le portail un professeur se faire dévorer par ce qui semble bien être un mort-vivant… Tout bascule ensuite dans l’horreur. Takashi va tenter de quitter l’enceinte de l’établissement en compagnie de Rei, son amie d’enfance. Elle sera accompagnée de quelques autres élèves et Mlle Marikawa, l’infirmière. Mais rien ne dit que la situation sera plus reluisante à l’extérieur… Le monde est contaminé par une maladie qui transforme les humains en morts-vivants. Des lycéens ainsi qu’une infirmière scolaire s’engagent alors dans une course effrénée pour essayer de leur échapper. Contre les morsures et autres griffures, les voilà armés de battes de base-ball, de piquets et tout ce qui permet de broyer les crânes des infâmes créatures… La lutte pour la survie commence… Et il n’y a pas d’antidote.

## Liste des épisodes
| No | Titre japonais Kanji               | Titre français                               | Générique de fin                           | Dirigé par                       | Écrit par         | Date de première diffusion |
| --- | ---------------------------------- | -------------------------------------------- | ------------------------------------------ | -------------------------------- | ----------------- | -------------------------- |
| 1 | ACT1 Spring of the DEAD            | 1er acte : Le printemps des morts            | Kimi to Taiyō ga Shinda Hi - Maon Kurosaki | Tetsurō Araki                    | Yōsuke Kuroda     | 5 juillet 2010.            |
| Alors que Takashi Komuro désertait les cours pour broyer du noir sur les marches de l'escalier qui surplombe l'entrée de son lycée, il est témoin d'une attaque de mort‑vivant qui entraine à sa suite la mort de plusieurs personnes : immédiatement, il fonce en classe avertir ses deux amis proches, Rei Miyamoto et Hisashi Igō, et les embarquent pour prendre la fuite. Quelques minutes après, la panique emporte les étudiants et les individus présents dans l'école vont succomber en masse à l'attaque des morts. Le trio trouve refuge sur les toits mais Hisashi, qui a été mordu par l'un d'entre eux en sauvant Rei, meurt avant de se relever. |                                    |                                              |                                            |                                  |                   |                            |
| 2 | ACT2 Escape from the DEAD          | 2e acte : Fuir les morts                     | Color me dark - Maon Kurosaki              | Yūji Kumasawa                    | Yōsuke Kuroda     | 12 juillet 2010.           |
| D'autres petits groupes de survivants se forment au gré des circonstances. Saya Takagi qui a embarqué Kōta Hirano avec elle, tente d'éviter les morts‑vivants pour se mettre à l'abri — et s'équiper — puis cueille des informations sur les morts, la jeune surdouée découvrant qu'ils sont aveugles et uniquement sensibles au bruit ; Saeko Busujima, quant à elle, porte assistance à l'étourdie infirmière scolaire, Mlle Shizuka Marikawa, puis la protège avec son bokken ; et Takashi avec Rei affrontent les morts‑vivants en cherchant une issue. Les différents groupes se rejoignent en pleine attaque.                                             |                                    |                                              |                                            |                                  |                   |                            |
| 3 | ACT3 Democracy under the DEAD      | 3e acte : Démocratie sous le règne des morts | Return to Destiny - Maon Kurosaki          | Yasushi Muroya                   | Yōsuke Kuroda     | 19 juillet 2010.           |
| Les informations télévisées apprennent au nouveau groupe de survivants que le monde entier est touché par cette épidémie et dépassé par les évènements : ils décident donc de quitter le lycée à l'aide d'un minibus scolaire. Mais avant de le fuir pour de bon, ils prennent en charge un autre groupe d'élèves survivants menés par le professeur titulaire Koichi Shidō : parce qu'elle déteste ce professeur, Rei décide de se désolidariser et quitte le véhicule, suivie par Takashi. Séparés par les circonstances, ils se donnent toutefois rendez‑vous pour plus tard avec les membres rapprochés de leur précédent groupe.                           |                                    |                                              |                                            |                                  |                   |                            |
| 4 | ACT4 Running in the DEAD           | 4e acte : Tomber sur les morts               | Cold bullet blues - Maon Kurosaki          | Tetsuo Ichimura                  | Tatsuya Takahashi | 26 juillet 2010.           |
| Rei et Takashi tentent de survivre dans les rues infestées de morts‑vivants, mais comprennent également que les morts ne seront pas leur seul problème. La première moitié de l'épisode est consacrée à un retour sur les principaux évènements des trois épisodes précédents. |                                    |                                              |                                            |                                  |                   |                            |
| 5 | ACT5 Streets of the DEAD           | 5e acte : Les rues des morts                 | Memories of days gone by - Maon Kurosaki   | Yūji Kumasawa                    | Yōsuke Kuroda     | 2 août 2010.               |
| Les autres membres du petit groupe, toujours dans le minibus en compagnie de Shidō et d'autres étudiants, décident à leur tour de les quitter pour retrouver Takashi et Rei. Après quelques déboires, tous les amis se retrouvent et décident de prendre quelques instants de repos dans l'appartement de Rika Minami, une amie de Mlle Shizuka. |                                    |                                              |                                            |                                  |                   |                            |
| 6 | ACT6 In the DEAD of the night      | 6e acte : En pleine nuit                     | Under The Honey Shine - Maon Kurosaki      | Naoyasu Hanyū                    | Yōsuke Kuroda     | 9 août 2010.               |
| Tandis que les filles prennent leur bain et se détendent, les deux garçons du groupe découvrent un arsenal dans une armoire cadenassée, et préparent leurs équipements. À l'extérieur, un chien les alerte d'un rassemblement de morts‑vivants. |                                    |                                              |                                            |                                  |                   |                            |
| 7 | ACT7 DEAD night and the DEAD horde | 7e acte : Nuit des morts, groupe des morts   | fuss fuzz - Maon Kurosaki                  | Tōru Takahashi                   | Yōsuke Kuroda     | 16 août 2010.              |
| Takashi et Kōta décident de porter assistance à Alice, une fillette qui vient de voir son père mourir et se retrouve menacée par la horde. Takashi parvient à la rejoindre mais se retrouve coincé avec elle dans la propriété, encerclée par les morts‑vivants. Les autres membres du groupe décident de profiter de cette diversion pour précipiter le départ en emportant un maximum de vivre et de matériel : pour cela, ils utilisent le véhicule personnel de Rika, un Humvee. |                                    |                                              |                                            |                                  |                   |                            |
| 8 | ACT8 The DEAD way home             | 8e acte : La morte route vers le foyer       | The place of hope - Maon Kurosaki          | Chie Yamashiro                   | Yōsuke Kuroda     | 23 août 2010.              |
| Le lendemain, après avoir traversé plusieurs rues, le groupe est piégé par les morts‑vivants dans une impasse et semble condamné. Takashi et Saeko sont alors séparés du groupe en voulant faire diversion, mais de mystérieuses personnes viennent tirer d'affaire leurs amis restés près du véhicule : ce sont des employés de Yuriko Takagi, la mère de Saya qui fait partie du groupe d'intervention. Takashi et Saeko décident de rejoindre leurs amis de leur côté à la maison familiale de Saya. |                                    |                                              |                                            |                                  |                   |                            |
| 9 | ACT9 The sword and DEAD            | 9e acte : Le sabre et les morts              | Houseki no Spy - Maon Kurosaki             | Yūsuke Onoda                     | Tatsuya Takahashi | 30 août 2010.              |
| Saeko et Takashi cheminent seuls dans les rues infestées de morts‑vivants, et trouvent refuge dans un sanctuaire shinto : la jeune femme en profite pour se confier à Takashi, ce qui les conduit à se rapprocher. Les deux amis arrivent à la maison de Saya à la fin de l'épisode, reformant ainsi le groupe. |                                    |                                              |                                            |                                  |                   |                            |
| 10 | ACT10 The DEAD'S house rules       | 10e acte : Les règles de la maison des morts | THE last pain - Maon Kurosaki              | Tetsuo Ichimura                  | Yōsuke Kuroda     | 6 septembre 2010.          |
| Les lycéens sont confrontés à l'organisation imposée par Sōichirō Takagi, le père de Saya, et comprennent que les adultes les considèrent toujours comme des enfants : Takashi et ses compagnons sont indécis sur le fait d'intégrer le groupe des parents de leur amie, ou de continuer leur chemin indépendamment. |                                    |                                              |                                            |                                  |                   |                            |
| 11 | ACT11 DEAD storm rising            | ACT11 DEAD storm rising                      | Hollow Men - Maon Kurosaki                 | Takenori Mihara                  | Yōsuke Kuroda     | 13 septembre 2010.         |
| Le minibus scolaire conduit par Shidō arrive à la propriété : sa rencontre avec Rei aurait pu mal finir, mais le professeur est finalement chassé par le père de Saya. À l'autre bout du monde, les régimes politiques dépassés par les évènements décident de lancer l'offensive nucléaire sur les territoires contaminés : la défense antimissile réussit à faire exploser presque tous les missiles balistiques visant le Japon en haute atmosphère. |                                    |                                              |                                            |                                  |                   |                            |
| 12 | ACT12 All DEAD'S attack.           | 12e acte : Tous les morts attaquent          | The Eternal Song - Maon Kurosaki           | Tetsurō Araki Mitsuyuki Masuhara | Yōsuke Kuroda     | 20 septembre 2010.         |
| Alors que Mlle Shizuka parvient à joindre son amie Rika, les bombes IEM des explosions nucléaires en haute atmosphère détruisent toutes les installations électroniques encore fiables : les morts‑vivants profitent de cet incident pour franchir les défenses de la demeure de Saya et attaquer en masse les survivants. Dans la confusion, Takashi et ses compagnons parviennent à quitter les lieux, terminant leur route aux portes d'un centre commercial. |                                    |                                              |                                            |                                  |                   |                            |
| OAV | ACT♂♀ Drifters of the DEAD         | Les naufragés des morts                      | Best friends - Maon Kurosaki               | Tetsurō Araki                    | Yōsuke Kuroda     | 26 avril 2011              |
| Au gré de leurs pérégrinations, le groupe de survivants se retrouve dans un petit coin idyllique et isolé en bord de mer, sur une plage d'été ensoleillée : avec un tel cadre en la circonstance, ils comptent bien en profiter. Toutefois, il se produit un événement qu'ils n'avaient pas prévu. |                                    |                                              |                                            |                                  |                   |                            |